# Bateria Antiaérea do Monte Carneiro
A Bateria Antiaérea do Monte Carneiro, oficialmente denominada Prédio Militar nº 051, também referida como Posição do Monte Carneiro, localiza-se no Monte Carneiro, na freguesia dos Flamengos, concelho da Horta, na ilha do Faial, nos Açores.

## História
Foi erguida em 1941, no contexto da Segunda Guerra Mundial, com a função de defesa do espaço aéreo da cidade da Horta. Cooperava com as baterias de artilharia de costa do Monte da Guia e da Espalamaca, tendo capacidade para executar também fogo contra navios, para defesa do porto da Horta.
Atualmente encontra-se desativada e em precárias condições de conservação.

## Características
Trata-se de uma bateria anti-aérea sob a forma de um complexo de infraestruturas enterradas, à excepção das instalações das guarnições e outros imóveis, foi construída empregando betão armado. Integra três espaldões para peças de artilharia antiaérea, um posto de comando de tiro (PCT), dois postos de observação (PO), três paióis e duas cisternas.